# Miejsce urodzenia
Miejsce urodzenia – odnotowana w akcie urodzenia (dokumencie wystawionym przez właściwy urząd stanu cywilnego) nazwa miejscowości, w której odbył się poród danej osoby.
Miejsce urodzenia zamieszcza się w akcie stanu cywilnego zgodnie z krajowym rejestrem urzędowego podziału terytorialnego kraju oraz urzędowych nazw miejscowości i ich części. Wobec tego trzeba uwzględnić zmiany nazwy miejscowości, w której odbył się poród danej osoby.
Miejsce urodzenia w historii pełniło ważną rolę, pozwalając między innymi na rozróżnienie osób posiadających to samo imię jak też lokalizację majątków rodowych (np. Zyndram z Maszkowic). Z czasem określenie miejsca urodzenia w wielu przypadkach dało początek nazwisku (analogicznie – Zyndram Maszkowski).
Czasem wraz z datą urodzenia służyło również jako podstawa do określenia narodowości.